# Nikoloz Basilashvili
Nikoloz Basilashvili (Georgiano: ნიკოლოზ ბასილაშვილი Tbilissi, 23 de Fevereiro de 1992) é um tenista profissional georgiano.

## ITF Títulos (1)

### Simples (1)
| Legenda             |
| ------------------- |
| ATP Challengers (1) |

| N. | Data         | Torneio          | Piso | Oponente    | Placar        |
| -- | ------------ | ---------------- | ---- | ----------- | ------------- |
| 1. | 5 Março 2015 | Ra'anana, Israel | Duro | Lukáš Lacko | 4–6, 6–4, 6–3 |